# Julesburg
Julesburg es un pueblo ubicado en el condado de Sedgwick en el estado estadounidense de Colorado. En el Censo de 2010 tenía una población de 1225 habitantes y una densidad poblacional de 318,72 personas por km².

## Geografía
Julesburg se encuentra ubicado en las coordenadas 40°59′6″N 102°15′45″O / 40.98500, -102.26250. Según la Oficina del Censo de los Estados Unidos, Julesburg tiene una superficie total de 3.84 km², de la cual 3.84 km² corresponden a tierra firme y (0%) 0 km² es agua.

## Demografía
Según el censo de 2010, había 1225 personas residiendo en Julesburg. La densidad de población era de 318,72 hab./km². De los 1225 habitantes, Julesburg estaba compuesto por el 92.41% blancos, el 0.49% eran afroamericanos, el 0.33% eran amerindios, el 0.65% eran asiáticos, el 0% eran isleños del Pacífico, el 4.82% eran de otras razas y el 1.31% pertenecían a dos o más razas. Del total de la población el 11.02% eran hispanos o latinos de cualquier raza.